# Andreas Røder
Andreas Røder, auch Andreas Röder (geboren am 16. Juli 1873 in Kolding, Sankt Nikolaj Sogn; gestorben am 3. Dezember 1948 in Tåstrup Nykirke sogn) war ein dänischer Kunsthistoriker.

## Leben
Røder war der Sohn des Prokuristen Thorvald Emil Adolf Røder († 1905) und dessen Frau Karen Kristine (geborene Ørum, † 1884). Seit dem 17. August 1901 war er mit Johanne Emilie (* 25. März 1876) aus Grevinge verheiratet, der Tochter des Lehrers Lauritz Bang Biilmann (* 22. Juni 1847, † 1888) und dessen Frau Dina (Ferdinandine Theodora, geborene Krause, * 27. August 1849, † 1935). Sie hatten 5 Kinder: Frode Andreas, Karen Elisabeth, Jørgen Steffen, Bendt Emil und Vagn Johannes Røder, die in den Jahren 1902 bis 1909 geboren wurden. Seine jüngere Schwester Marie (* 9. September 1882) heiratete 1908 seinen Schwager den Förster Holger Biilmann (* 1877).
Nach seinem Studienabschluss als Candidatus Philosophiæ an der Universität Kopenhagen im Jahr 1893 unternahm er 1900 eine Studienreise nach Deutschland und wurde 1901 Assistent an der Bibliothek der Kunstakademie in Kopenhagen. Dort war er bis 1914 tätig. Er war 1908 Sekretär des Akademieschulrats und von 1911 bis 1914 Schatzmeister der Akademie. 1915 war er Leiter der Kunstakademie und des Schlosses Charlottenborg. Røder veröffentlichte insbesondere zahlreiche kleinere Lexikonartikel.
Er war von Band 1, 1907 bis Band 17, 1924 für das Allgemeine Lexikon der Bildenden Künstler von der Antike bis zur Gegenwart tätig und verfasste Beiträge über dänische Künstler. Bis Band 12, 1920 war er für die Redaktion der Beiträge zu dänischen Künstlern verantwortlich. Zu seinen Beiträgen zählen unter anderem Artikel zu dänischen Künstlern wie Wilhelm August Christian Abel, Peter von Bauditz, Carl Bille, Johann Jacob Bruun, Thomas Brunn oder Joachim Johann Friedrich Bünsow. Zu Nicolai Abraham Abildgaard verfasste er ein Essay. Vom 1. Juni 1915 bis zum 30. April 1916 war er als Inspektor Leiter des Thorvaldsen-Museum in Kopenhagen. Gemeinsam mit Peter Johansen und L. Laursen erstellte Røder ein Register des Briefarchivs des Bildhauers Bertel Thorvaldsen.

## Veröffentlichungen (Auswahl)
- Landskabsmaleren P. C. Skovgaard. (= Peter Johansen (Hrsg.): Blade af dansk Kunsts Historie. 2–3). Karl Køstens kunstforlag, Kopenhagen 1902 (Ein Beitrag über den Landschaftsmaler P. C. Skovgaard).
- als Herausgeber: Vennelyst Variété-Blad. Indeholder morsomme og interessante Billeder af forskellige Artister, Interviewes og Sange fra Variete-Livet. 1. Jahrgang, Nr. 1–6. Fol. 03–04, 1903, OCLC 468334905.
- Maleren W. Bendz. (= Peter Johansen (Hrsg.): Blade af dansk Kunsts Historie. 8–9). Karl Køstens kunstforlag, Kopenhagen 1905 (Ein Beitrag über den Maler Wilhelm Bendz).
- Paa Abildgaard og Juhls Tid. In: Karl Madsen (Hrsg.): Kunstens historie i Danmark. Band (1901–1907). Alfred Jacobsen, Kopenhagen 1907, S. 129–175 (Textarchiv – Internet Archive).
- mit Aksel Hansen, Ludvig Brandstrup: Oversigt over Kunstværkernes Udførelse i Marmor. In: Meddelelser fra Thorvaldsens Museum. 1914, S. 17–24 (PDF).